# Vincenzo Pepe (giurista)
Vincenzo Pepe (Torchiara, 3 febbraio 1958) è un giurista, ambientalista e scrittore italiano.

## Biografia
Nato a Torchiara, in provincia di Salerno, Vincenzo Pepe ha conseguito le lauree in giurisprudenza e scienze politiche, seguite dal dottorato di ricerca presso l'Università di Montpellier. È professore ordinario all'Università degli Studi della Campania Luigi Vanvitelli, dove si occupa prevalentemente di diritto pubblico e diritto ambientale. Presso l'ateneo campano, già Seconda Università degli Studi di Napoli, dirige un master universitario in turismo sostenibile. Oltre a essere componente del consiglio scientifico della Scuola DPCE, è il direttore responsabile delle riviste scientifiche Sintesi, edita da Franco Angeli, e Diritto dell’Ambiente e dell’Energia - Law, Environment, Energy. Dal 2024, è il Coordinatore dell'unico dottorato di ricerca in diritto ambientale attivo in Italia, avente come denominazione Ambiente, Diritto comparato e Transizioni.
Nel 1999, il giurista italiano ha dato vita alla Fondazione Giambattista Vico, della quale è stato il primo presidente. Con l'istituto di alta cultura ha promosso interventi di restauro presso la Chiesa di San Biagio Maggiore e la Chiesa di San Gennaro all'Olmo nel centro storico di Napoli Ha curato, inoltre, il recupero di Palazzo De Vargas a Vatolla, dimora dove Giambattista Vico visse dal 1686 al 1695. Tale castello ospita attualmente un museo dedicato al filosofo e la sede della medesima Fondazione.
A Vatolla, Pepe ha condotto ricerche scientifiche sulla dieta mediterranea, accompagnate da iniziative legislative per la sua valorizzazione. I predetti studi si sono concentrati in particolare sulla cipolla di Vatolla, considerata elemento caratteristico di tale modello alimentare, promuovendo la produzione tradizionale e lo sviluppo sostenibile del Cilento. Nel castello vichiano di Vatolla, proprio dove il filosofo elaborò le basi della Scienza Nuova durante il suo periodo di perfezionamento, si svolge la cerimonia di conferimento del Premio Internazionale Giambattista Vico; nella medesima circostanza, i premiati tengono una lectio magistralis nella storica residenza del giureconsulto Vico. Tra i vincitori del premio ideato da Pepe figurano Hans Georg Gadamer, Aldo Masullo, Fulvio Tessitore, Giancarlo Coraggio, Sabino Cassese, Gianni Letta, Lucio D'Alessandro, Gennaro Sangiuliano e Renato Brunetta.
Nel 2007, Vincenzo Pepe ha fondato l'associazione di protezione ambientale FareAmbiente con il contributo di ricercatori e docenti universitari, di cui è presidente. L'organizzazione ha ottenuto il riconoscimento dal Ministero dell'ambiente e della sicurezza energetica ai sensi dell'articolo 13 della legge n. 349 del 1986. Inoltre, Pepe è il responsabile nazionale delle guardie zoofile di FareAmbiente, un corpo di vigilanza composto da agenti di polizia giudiziaria che operano nella tutela degli animali e nella repressione degli illeciti a loro danno. 
Alle Elezioni politiche 25 settembre 2022 si candida al Senato della Repubblica con la Lega nel collegio Campania 01 senza essere eletto.
Autore di numerose pubblicazioni nel campo del diritto dell'ambiente, l'accademico ha elaborato in Pensare il futuro (Cairo Editore, 2018) una visione dell'ambientalismo basata su un approccio scientifico e tecnocentrico. Nelle sue analisi sostiene l'inclusione dell'nucleare nel mix energetico italiano e ha espresso posizioni favorevoli alla legge 24 luglio 2024, n. 105 sulla semplificazione edilizia, ritenendo che la regolarizzazione delle lievi difformità edilizie possa contribuire alla riduzione del consumo di suolo. È membro della Commissione Interministeriale per la revisione del Codice dell'Ambiente, nominato con Decreto del Ministro dell'ambiente e della sicurezza energetica e del Ministro per le riforme istituzionali e la semplificazione normativa il 7 novembre 2023. Nel 2024, Pepe è stato nominato altresì responsabile nazionale del Dipartimento Ambiente della Lega dal Vicepresidente del Consiglio dei ministri della Repubblica Italiana Matteo Salvini.

## Opere principali
- Il diritto alla protezione civile, Milano, Giuffrè, 1996, ISBN 978-88-1405-584-3.
- Lo sviluppo sostenibile tra governo dell'economia e profili costituzionali, Roma, La Tribuna, 2002, ISBN 978-88-8294-254-0.
- Essais sur des innovations de droit public en Italie et France, Napoli, Edizioni Palazzo Vargas, 2002, ISBN 978-88-7513-002-2.
- Protezione civile e pianificazione del territorio, Milano, Cedam, 2006, ISBN 978-88-1326-161-0.
- Fare Ambiente, Milano, Franco Angeli, 2009, ISBN 978-88-5680-106-4.
- Governo del territorio e valori costituzionali, Roma, Cedam, 2009, ISBN 978-88-1329-123-5.
- Saggi Vichiani, Napoli, Rebettino Editore, 2010, ISBN 978-88-4982-581-7.
- Non nel mio giardino, Roma, Baldini & Castoldi, 2013, ISBN 978-88-6852-029-8.
- La democrazia di prossimità nella comparazione giuridica, Roma, Edizioni Scientifiche Italiane, 2015, ISBN 978-88-4952-945-6.
- Pensare il futuro, Roma, Cairo Editore, 2018, ISBN 978-88-6052-910-7.
- Giambattista Vico e la comparazione giuridica, Napoli, Edizioni Scientifiche Italiane, 2020, ISBN 978-88-4954-072-7.
- Saggi di dottrina dello Stato, Napoli, Edizioni Scientifiche Italiane, 2024, ISBN 978-88-4955-636-0.

## Premi e riconoscimenti
- 2017 - Premio Pio Alferano, consegnato a Castellabate dal critico d'arte Vittorio Sgarbi[39][40], conferito dalla omonima Fondazione per il suo impegno nel campo dell'ambiente e della cultura in Italia[41][42][43].
- 2019 - Cittadinanza onoraria conferita dal Comune di Salento per l'attività scientifica e per l'impegno profuso a favore della cultura[44][45].
- 2024 - Encomio conferito dal Comune di Stio per “l'impegno e la dedizione con cui si prodiga in maniera impeccabile e amorevole alla promozione del sapere”[46].